# Vivek Rajkumar
Vivek Rajkumar (* 1. Juni 1986 in Indien) ist ein professioneller indischer Pokerspieler. Er trägt den Spitznamen Flog und gewann 2008 das Main Event der World Poker Tour.

## Persönliches
Rajkumar wuchs größtenteils in Singapur auf und kam im Alter von 12 Jahren mit seiner Familie in die Vereinigten Staaten. Schon mit 15 schrieb er sich an der University of Washington ein und machte noch vor seinem 19. Geburtstag Abschlüsse in den Fächern Mathematik und Informatik. Anschließend arbeitete er als Softwareentwickler bei Microsoft. Rajkumar lebt in Las Vegas.

## Pokerkarriere
Rajkumar spielte bis September 2010 online unter den Nicknames Psyduck101 (PokerStars), DwightSchrute (partypoker) und Psyduck (Full Tilt Poker) mit Verdiensten aus Onlineturnieren von über 500.000 US-Dollar.
Rajkumars erste Geldplatzierung bei einem Live-Turnier war der 30. Platz beim Main Event der World Poker Tour (WPT) Ende Oktober 2006 im kanadischen Niagara Falls, für den er ein Preisgeld von rund 30.000 US-Dollar erhielt. Im Juni 2007 durfte er mit nun 21 Jahren erstmals bei der World Series of Poker (WSOP) im Rio All-Suite Hotel and Casino am Las Vegas Strip spielen und kam fünfmal ins Geld. Mitte September 2008 gewann der Inder die Borgata Poker Open der WPT in Atlantic City mit einer Siegprämie von knapp 1,5 Millionen US-Dollar. Im Februar 2009 siegte er bei einem Heads-Up-Event in Los Angeles, das ihm 350.000 US-Dollar einbrachte. Anfang Oktober 2009 platzierte sich Rajkumar erstmals beim Main Event der European Poker Tour im Geld und belegte in London den neunten Platz für ein Preisgeld von 38.000 britischen Pfund. Im Frühjahr 2011 erreichte er innerhalb von zwei Wochen zweimal den Finaltisch des WPT-Main-Events und belegte beim L.A. Poker Classic den zweiten Platz für mehr als 900.000 US-Dollar und beim Bay 101 Shooting Stars in San José den vierten Platz für knapp 300.000 US-Dollar. Seit Mitte des Jahres 2011 erzielte er nur noch vereinzelte Geldplatzierungen. In den Jahren 2012, 2013 und 2015 kam er jeweils beim WSOP-Main-Event in die Geldränge. Anfang August 2019 erreichte der Inder beim Triton Million for Charity in London, dem mit einem Buy-in von einer Million Pfund bisher teuersten Pokerturnier weltweit, als Chipleader den Finaltisch und erhielt für seinen fünften Platz sein bisher höchstes Preisgeld von umgerechnet mehr als 3,6 Millionen US-Dollar. Seitdem erzielte Rajkumar keine weitere Geldplatzierung bei einem Live-Turnier.
Insgesamt hat sich Rajkumar mit Poker bei Live-Turnieren mehr als 8 Millionen US-Dollar erspielt und ist damit der erfolgreichste indische Pokerspieler.